# 横手・大曲統括センター
横手・大曲統括センター（よこて・おおまがりとうかつセンター）は、東日本旅客鉄道（JR東日本）秋田支社の駅・運転士・車掌を所管する組織である。
2022年3月12日に、横手駅、横手運輸区を統合し、横手統括センターとして発足。2023年3月18日、大曲駅を更に統合し、現名称に改称する。

## 所管

### 駅
- 横手駅 - 所長所在駅
- 湯沢駅◯
- 十文字駅●
- 飯詰駅●
- 神宮寺駅●
- 刈和野駅●
- 峰吉川駅●
- 羽後境駅●
- 羽後長野駅◯
- 角館駅◯
- 田沢湖駅◯
- 相野々駅

※ 上記は有人駅のみ記載　◯: JR東日本東北総合サービスに業務委託　●: 簡易委託駅
- 奥羽本線 : 院内駅 - 羽後境駅
- 田沢湖線 : 田沢湖駅 - 大曲駅
- 北上線 : 黒沢駅 - 横手駅

### 乗務員
- 横手駅構内に設置（旧横手運輸区）
- 担当線区（運転士）
  - 奥羽本線：新庄駅 - 八郎潟駅間
  - 田沢湖線：全線
  - 北上線：全線
- 担当線区（車掌）
  - 奥羽本線：新庄駅 - 秋田駅間
  - 田沢湖線：全線
  - 北上線：全線

## 歴史
- 2022年3月12日 - 横手統括センター（横手駅、横手運輸区の統合）が発足。横手運輸区を廃止する。
- 2023年3月18日 - 横手統括センターに、大曲駅を更に統合し、横手・大曲統括センターに改称する。

| スタブアイコン | サブスタブ | この項目は、まだ閲覧者の調べものの参照としては役立たない、鉄道に関連した書きかけの項目です。この項目を加筆・訂正などしてくださる協力者を求めています（P:鉄道/PJ:鉄道）。 |